# بوريانا كالين
بوريانا نيكولايفا كالين (بالبلغارية: Боряна Николаева Калейн؛ من مواليد 23 أغسطس 2000) هي لاعبة جمباز إيقاعي بلغارية حصلت على الميدالية الفضية في دورة الألعاب الأولمبية الصيفية 2024 في باريس. والميدالية الذهبية في بطولة الأوروبية في الجمباز الشامل عام 2023، والميدالية الذهبية في بطولة الأوروبية في الطوق عام 2024، والميدالية الفضية في بطولة الأوروبية في عامي 2021 و2022، والميدالية الذهبية في بطولة الأوروبية في الكرة والشريط وفي مسابقة الفرق عام 2022. كما أن كالين هي بطلة العالم في الجمباز عام 2023 وبطلة كأس العالم في الجمباز عام 2022 في صوفيا ووصيفة في باكو. تنافست في الألعاب الأولمبية الصيفية 2020، واحتلت المركز الخامس في الجمباز الشامل.
على المستوى الوطني فازت بالبطولة الوطنية البلغارية أربع مرات (في أعوام 2019 و2020 و2021 و2022)، وحصلت على الميدالية الفضية مرتين (في عامي 2018 و2023) وميدالية برونزية مرة واحدة عام 2017.